# Pennisetum foermeranum
Pennisetum foermeranum är en gräsart som beskrevs av Georg Gustav Paul Leeke. Pennisetum foermeranum ingår i släktet borstgräs, och familjen gräs. Inga underarter finns listade i Catalogue of Life.